# 세포자살
세포자살, 세포자멸사, 또는 아폽토시스(Apoptosis)는 다세포 생물체에서 볼 수 있는 세포예정사(Programmed cell death)의 일종이다. 세포자살은 세포 형태와 내부의 생화학적 변화로 말미암아 세포가 죽는 것으로 정리된다. 이 과정은 세포의 팽창과 균열, 세포막의 변화, 핵 단편화, 염색질 응축과 염색체 절단, 그리고 해당 세포가 다른 세포에게 먹혀 처리되는 것으로 끝난다.
갑작스럽게 세포가 피해를 입어 야기되는 세포사인 괴사(Necrosis)와 대조적으로 세포자살은 생물체에 해를 끼치지 않으며 생명주기에 유익한 것이다. 인간 배(胚, embryo)의 분화 과정에서 손가락과 발가락, 각 10개의 형성은 세포자살이 작용하는 대표적 사례이다. 세포질에 있는 많은 단백질들이 세포자살 경로에 관여하고(CAD 단백질), 이들은 정상 상태에서 억제자와 결합해있다가 세포자살 유발 물질에 의해 활성화된다.
세포자살에 대한 연구는 1990년대부터 비약적으로 활성화되었다. 세포자살은 암과 발육부전 같은 질환과 큰 관련이 있는 것으로 알려졌다.

## 원인
세포자살의 원인은 유발 인자의 위치에 따라 세포 안, 밖의 두 경우로 나뉜다.
전자의 경우 중 하나가 미토콘드리아의 시토크롬 c에 의한 세포자살인데, 사이토크롬 c는 산화적 인산화에 관여하는 효소로써 미토콘드리아 내막에 존재한다. 이것이 유발하는 세포자살은 대개 바이러스에 의한 경우가 많다. 일례로 헬리코박터균의 독소 vacA는 미토콘드리아 막의 투과성을 높이고, 이는 시토크롬 c의 세포질로의 유출을 야기한다. 그러면 세포질에 있던 CAD (DNA 분해효소)가 활성화되어 해당 세포의 DNA를 분해하고, 세포자살을 유발하게 된다. Bcl 패밀리는 미토콘드리아 막의 투과성을 낮춰 시토크롬 c의 유출을 막음으로써 세포자살을 막는 단백질군이다.

## 방어 기제
세포자살은 병원균에 대한 면역반응에도 중요하다. 세포독성 T세포 (Cytotoxic T Lymphocyte)는 감염된 세포를 인지하여, 퍼포린과 그랜자임이라는 효소를 방출한다. 퍼포린은 감염된 세포에 구멍을 만들고, 그랜자임은 그 구멍을 통해 침투하여 해당 세포의 카스페이스를 활성화한다. 이 과정은 감염된 세포를 사멸시키고 정상 세포로 대체하기 위한 첫 번째 과정이다.

## 활성화 메커니즘
모든 핵을 가진 동물 세포는 세포를 파괴하는 비활성 형태의 물질을 가지고 있다. 세포자살의 시작은 활성화 메커니즘에 의해 매우 엄격하게 통제된다. 왜냐하면 한번 세포사멸이 시작되면 비가역적으로 세포의 죽음으로 이어지기 때문이다. 따라서 세포자살이 필요할 때까지 이가 엄격하게 규제되는 것은 놀랄 일이 아니다. 두 가지 제일 잘 밝혀진 활성화 메커니즘은 내부 요인에 인한 세포자살 (미토콘드리아성, intrinsic pathway)과 외부 요인에 인한 세포자살(extrinsic pathway)이다.

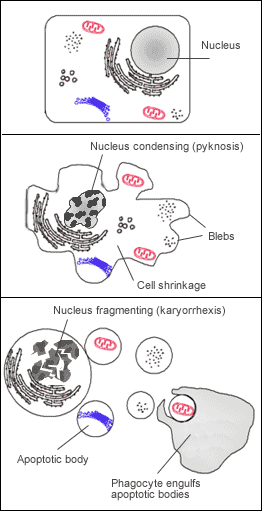

### 내부 요인
내부 신호전달은 세포가 스트레스를 받았을 때 방출되는 세포 내부의 신호와, 미토콘드리아 막간 공간으로부터 방출되는 단백질에 의해 활성화된다. 미토콘드리아는 생물에게 매우 중요한 세포소기관이다. 미토콘드리아가 없다면 세포는 세포 호흡을 멈추게 되고 급속히 죽음에 이르게 된다. 이러한 사실이 세포자살에 중요한 요소가 된다. 미토콘드리아를 표적으로 삼는 세포자살 단백질(Apoptotic protein)은 다양한 방법으로 미토콘드리아에 영향을 미친다. 이 단백질은 미토콘드리아 막 상에 통로(membrane pore)를 만들어 미토콘드리아를 팽창시키거나, 미토콘드리아막의 투과성을 높여 미토콘드리아 막간 공간에 있는 세포자살성 물질이 방출되게 한다. 또한 일산화질소 (NO)가 세포자살에 관여하기도 한다. 일산화질소(NO)는 미토콘드리아에 형성된 농도 기울기를 감소시켜 미토콘드리아 막의 투과성을 높여 세포자살이 용이해지게 한다고 한다.

#### SMAC
미토콘드리아막 투과성의 증가로 미토콘드리아 유래 단백질 SMAC (Second mitochondria-derived activator of caspases)이 미토콘드리아의 기질로 방출된다. SMAC은 세포자살을 방지하는 단백질(proteins that inhibit apoptosis, IAP)에 결합해 이 단백질들의 활성을 저해한다. 이로 인해 IAP의 세포자살 방지를 막게 되고, 세포자살의 시작이 가능하게 된다. 또한 IAP는 카스페이스의 활성을 막는 역할도 하는데, SMAC이 간접적으로 카스페이스의 활성을 높여 세포자살에 관여한다. 미토콘드리아막의 투과성 증가가 직접적으로 세포자살을 일으키는 효소를 활성화한다고 볼 수 있다.

#### Cytochrome c
시토크롬 c가 미토콘드리아 외막에 형성된 채널(MAC-Mitochondrial Apoptosis-induced channel)로 인해 세포질로 방출된다. 방출된 시토크롬 c는 Apaf-1(Apoptotic protease activating Factor-1)와 ATP와 결합한 후, pro-caspase-9과 결합해 아폽토솜이라는 단백질 복합체를 형성한다. 아폽토솜은 다른 비활성화 상태인 pro-caspase-9을 caspase-9으로 활성화시켜 다른 세포자살에 관여하는 물질들을 활성화 시키는 신호전달을 발생시킨다.

#### Bcl-2 Family
미토콘드리아 외막의 투과성을 높이는 채널을 만드는 MOMP (Mitochondrial Outer Membrane Permeabilization Pore)라고 불리는 MAC은 Bcl-2 단백질에 의해 통제된다. 따라서 Bcl-2 단백질도 세포자살 통제에 큰 역할을 한다.

## 같이 보기
- 자기소화
- 오토파지
- 시스플라틴
- 세포독성
- 페로토시스
- 항상성
- 면역학
- 괴사
- P53